# Султан-Ахмет (ногайский мирза)
Султан-Ахмет — ногайский мирза, сын бия Ногайской Орды Мусы, один из «пяти мирз», подобия властного органа при брате Мусы Ямгурчи. 
В мае или июне 1503 года возглавлял ногайское посольство в Крым. Посольство от имени бия Ямгурчи признало старшинство Менгли Гирея, обещало поддерживать мир и продолжить преследование сыновей Ахмата.
В начале июля 1503 года участвовал в неудачной осаде Астрахани ханом Большой Орды Шейх-Ахмедом. После смерти Ямгурчи, какое-то время претендовал на бийство. В литовских хрониках зафиксировано прибывшее от Султан-Ахмета в 1505 году посольство, как от князя Ногайской Орды. С ответным посольством были посланы подарки ногайским мурзам, но Султан-Ахмет, как князь, получил главные дары. После 1500-х годов его имя не встречается в источниках.